# Louis Émond
Louis Émond es un escritor canadiense nacido el 9 de noviembre de 1969, en Lévis, Quebec.

## Biografía
Louis Émond completa su título de Bachiller Internacional en el Petit Séminaire de Quebec, donde estudia con Monique Ségal y Albert Dallard. Es entonces que descubre a Noam Chomsky y redacta una tesis sobre la sátira social en Les demis-civilisés, una novela de Jean-Charles Harvey que durante mucho tiempo fuera un texto vedado. Fue admitido en el programa Honours, de la facultad de física de la Universidad de McGill, pero rápidamente pierde interés en los cursos y en vez frecuenta la biblioteca donde lee en avalancha las obras de Nietzsche, Kundera y Mallarmé. Estudia brevemente ciencias políticas e historia de arte en la Universidad de Montreal, para enseguida formar parte del programa de literatura en la Universidad de Laval.
Después de un año, abandona la vida universitaria, que encuentra demasiado fácil, para consagrarse a escribir su primera novela, Le manuscrit (El manuscrito), a la edad de veinte años. La obra se publica doce años más tarde, después de que su autor hubo intentado numerosas avatares de fortuna; padeció dos juicios, pasó una noche en prisión por provocar el desorden público, y fue barrido por más de doscientos rechazos de editores. Repentinamente, tras un comentario de Reginald Martel, el respetado crítico de La Presse, quien escribe : “Nuestra literatura nacional necesita su inmenso talento”, atrae la atención de los medios que lo comparan a Hubert Aquin y ven en su tono libertino el ánimo de Denis Diderot. Es así como Hoc y “mi personaje” entran en la literatura. Obtiene pronto dos becas del Consejo de Artes de Canadá. De todos modos prefiere el aislamiento a las exigencias mediáticas, y cuando se da la posibilidad se va del país para pasar dos años en el Sudeste de Asia. Cuando retorna ofrece al editor y prolífico autor, Victor-Lévy Beaulieu, una segunda novela, Le conte (El cuento), que es un texto meditativo. El texto le gusta tanto a Beaulieu, quien encuentra en él ecos tanto de Yves Thériault como de Maurice Blanchot, que además de publicarlo compra también los derechos de la primera novela y la vuelve a publicar.
A modo de crítica contra el ambiente editorial, escribe una novela breve en forma de blog anónimo que vierte luz sobre ciertas prácticas de los editores franceses y quebequenses. En 2009 publica en MySpace un texto con el título: Le sottisier de l'édition (La tontera editorial). Luego, a comienzos de 2010, con la intención de continuar rompiendo las fronteras que impone la edición tradicional, ofrece en forma gratuita al sistema de telepago una versión provisional de su tercera novela, L'aide-mémoire (Ayudamemoria).

## Citas
Le manuscrit (El manuscrito):
- ...podría haber sido no importa adónde en el mundo porque, en realidad, se trataba siempre del mismo lugar abstracto, trazado alrededor nuestro. (III, V)

- Hoy, con un poco mayor lucidez, no quiero olvidar. El manuscrito forma parte de mí. Mi personaje conserva la vida misma que continúa. De lo que me acuerdo ahora es sobre todo de esta historia, de lo que aconteció, de lo que acaban de leer. (Epílogo)

Le conte (El cuento):
- En primer lugar el fin parecía prematuro al llegar sin aviso previo, pero a medida que se extendió la noticia, algunos consideraron que la muerte habría podido sorprenderle mucho antes.

Les carnets du Conte (Los cuadernos del cuento):
- Redactar este cuento equivalía a trazar el derrotero de mi senda. Al inicio, he esperado encontrar puntos extremos de referencia, un algo sagrado dentro del orden temporal. Encontré la vida, el amor y la muerte. (L)

- ¿Qué hay delante de uno cuando se parte de nuevo de cero? Es entonces cuando se emprende un sendero arduo, a veces inmisericorde, donde no se encuentran las respuestas ni se las admite fácilmente.

## Obras
Al margen de las corrientes literarias, las novelas de Louis Émond se encadenan según una lógica íntima. Pertenecen a un ciclo, cuyo título es Le scripte, y que se desarrolla en una geografía abstracta poblada de personajes que tienen más de fantasmas que de seres genéticos y que se recortan desde una obra hacia la otra. Estas últimas se definen sobre todo por su contacto con “mi personaje”, un doble del narrador, incluyendo a Hoc, que es un reflejo deforme, casi negativo, de “mi personaje”. Dotadas de un enfoque a veces difícil, pero escritas con precisión y cuidadosa rima, las novelas de Louis Émond invitan al lector a no dejarse engañar por las mentiras de narración. Cada una de sus libros multiplica las posibilidades de referencias a otros tipos de textos.
- Su primera novela, Le manuscrit (El manuscrito), (2002), es el punto de partida de una reflexión sobre la condición humana que se inicia con el anonadamiento de los ideales: “durante mucho tiempo he pensado que debía recomenzar, comenzar todo de nuevo”, dice el narrador. Es la historia de un hombre que intenta ser objetivo ante su propia derrota, asunto que le preocupa, pero pierde poco a poco la sangre fría, la objetividad y la distancia que se había creado.

- Su novela siguiente, Le conte (El cuento), (2005), relata un paseo en la nieve que rápidamente toma la forma de un viaje interior. La metáfora del parto sirve para explorar el trastorno que siembra la duda y cede al acto de cuestionar. El autor aborda entonces la idea de una “búsqueda profana de aquello que podría parecerse a lo sagrado”.

- Su tercera novela, L'aide-mémoire (Ayudamemoria), (próximo libro), está redactada en un estilo que corresponde más al de El manuscrito que de El cuento y viene a cerrar el tríptico formado por estas tres novelas. El autor explora en esta obra los temas de la percepción, la violencia y la alienación. La novela relata las desdichas de un personaje quien intenta últimamente cambiarlas mientras vive. Ayudamemoria está escrita con la nueva ortografía.